# Ferdynand Marten
Ferdynand Marten (ur. 19 stycznia 1827 r. w Klukowie k. Złotowa  – zm. 10 sierpnia 1900 r. w Ostrowie) – polski i niemiecki przyrodnik, matematyk, pedagog.

## Życiorys
Absolwent Gimnazjum w Trzemesznie (1839–1847). Studiował prawo w Berlinie oraz matematykę i nauki przyrodnicze we Wrocławiu. Podczas studiów wrocławskich należał do Towarzystwa Literacko-Słowiańskiego. Egzamin nauczycielski zdał we Wrocławiu w 1852 roku. W latach 1852–1853 był stażystą w macierzystym gimnazjum w Trzemesznie. Później był nauczycielem pomocniczym w Gimnazjum św. Marii Magdaleny w Poznaniu oraz w Królewskim Katolickim Gimnazjum w Ostrowie. W tym ostatnim uzyskał w 1855 roku zatrudnienie etatowe, a następnie w 1869 tytuł Oberlehrer (Starszy Nauczyciel). Przeszedł na emeryturę w 1882 roku.
W 1869 opublikował rozprawę Die Rollinie und die Brennlinie durch Zurückwerfung. Wieloletnie prace florystyczne zostały uwieńczone wydaniem w 1873 roku rozprawy Flora ostroviensis. Autor zawarł w niej szczegółowe opisy (z miejscem występowania i porą kwitnienia) 881 gatunków roślin z Ostrowa i okolicy, a wszystko w trzech językach - polskim, niemieckim i łacińskim. Pracę tę przekazał Poznańskiemu Towarzystwu Przyjaciół Nauk. W rękopisach pozostawił także Rośliny Mickiewicza, zawierające wykaz roślin wymienianych w dziełach Adama Mickiewicza.